# Aremica geminus
Aremica geminus är en insektsart som beskrevs av Leonard D. Tuthill 1959. Aremica geminus ingår i släktet Aremica och familjen rundbladloppor.
Artens utbredningsområde är Peru. Inga underarter finns listade i Catalogue of Life.